# 73699 Landaupfalz
73699 Landaupfalz este o planetă minoră (asteroid) din centura de asteroizi. A fost descoperită pe 4 octombrie 1991 la Thüringer Landessternwarte Tautenburg⁠(d) de Freimut Börngen. 
Obiectul prezintă o orbită caracterizată de o semiaxă mare de 2,5349129061963 UAi, o excentricitate de 0,29, o înclinație de 7,5 ° în raport cu ecliptica.